# Астенодіпсас
Астенодіпсас (Asthenodipsas) — рід неотруйних змій з родини Pareatidae. Має 9 видів.

## Опис
Змії невеликого розміру — до 50 см. Голова стиснута з боків, тулуб тонкий, сплощений, хвіст досить довгий. Забарвлення здебільшого темних кольорів.

## Спосіб життя
Полюбляють тропічні ліси. Активні вночі. Живляться невеликими молюсками.
Це яйцекладні змії.

## Розповсюдження
Мешкають у південно-східній Азії.

## Види
- Asthenodipsas borneensis Quah, Grismer, Lim, Anuar & Chan, 2020
- Asthenodipsas ingeri Quah, Lim & Grismer, 2021[1]
- Asthenodipsas jamilinaisi Quah, Grismer, Lim, Anuar & Imbun, 2019
- Asthenodipsas laevis (Boie, 1827)
- Asthenodipsas lasgalenensis Loredo, Wood, Quah, Anuar, Greer, Ahmad & Grismer, 2013
- Asthenodipsas malaccanus Peters, 1864
- Asthenodipsas stuebingi Quah, Grismer, Lim, Anuar & Imbun, 2019
- Asthenodipsas tropidonotus (Lidth De Jeude, 1923)
- Asthenodipsas vertebralis (Boulenger, 1900)